# Большой бинокулярный телескоп
Большой бинокулярный телескоп (англ. The Large Binocular Telescope, LBT) — один из наиболее технологически передовых и обладающих наивысшим разрешением оптических телескопов в мире; расположен на горе Грейам (Грэм, Грэхем; англ. Graham) высотой 3,3 км в юго-восточной части штата Аризона (США). Входит в состав международной обсерватории Маунт-Грейам.
Телескоп обладает двумя первичными параболическими зеркалами диаметром 8,4 м, установленными на общем креплении, и потому называется бинокулярным. Межосевое расстояние составляет 14,4 м. Собирая излучение с площади около 111 м², LBT по своей светосиле эквивалентен телескопу с одним зеркалом диаметром 11,8 м. В режиме интерферометра LBT имеет базу в 22,8 м. Правда, такое высокое разрешение будет только в направлении, соединяющем центры зеркал. В перпендикулярном направлении разрешение будет почти втрое ниже.
Два вторичных параболических зеркала имеют размеры 911 мм в диаметре и 1,6 мм в толщину. На обратной стороне каждого из этих зеркал размещено по 672 небольших магнита, которые способны корректировать форму зеркал с частотой 1000 раз в секунду. Это позволяет компенсировать влияние атмосферы (т. н. адаптивная оптика).
Необычный дизайн дает телескопу много преимуществ. Например, используя сразу оба главных зеркала, он может делать снимки одного объекта в разных фильтрах, что значительно сокращает время наблюдения, требуемое для получения необходимой информации.

## Строительство
Строительство Большого бинокулярного телескопа стало возможным благодаря объединению усилий Итальянского астрономического сообщества (представленного Национальным институтом астрофизики, INAF), Аризонского университета, Университета штата Аризона, Университета Северной Аризоны, ряда ведущих университетов Германии (Института астрономии общества Макса Планка в Гейдельберге, Гейдельбергской обсерватории, Астрономического института имени Лейбница в Потсдаме, Института внеземной физики Общества Макса Планка в Мюнхене, Радиоастрономического института Макса Планка в Бонне), Университета штата Огайо, исследовательской корпорации в Тусоне и Университета Нотр-Дам.
Техническая разработка проекта была закончена в начале 1989 года. В 1992 году представители Италии и Аризоны приняли решение начать строительство, несмотря на то, что финансовых средств на тот момент было достаточно лишь для телескопа с одним зеркалом. В 1997 году к проекту присоединились университеты Германии и Университет штата Огайо, после чего телескоп смог получить и второе зеркало.
Основные этапы строительства прошли в 1996—1999 годах. В 1996 место будущего расположения телескопа было очищено от деревьев и камней. Северо-восточную часть склона укрепили стеной. В следующем году была установлена нижняя часть конструкции, а в 1998 — вращающаяся часть корпуса. Следующий строительный сезон ознаменовался окончанием строительства вращающейся части и установкой купола. Сам телескоп был собран в Италии, а затем доставлен в Аризону летом 2002 года.

## Наблюдения
Первый свет телескоп увидел 12 октября 2005 года, запечатлев объект NGC 891 в созвездии Андромеды, удалённый от нас на расстояние около 30 млн световых лет. Снимок был сделан в синем фильтре и составлен из серии изображений с 30‑секундной экспозицией. Конечное разрешение составило 0,8″. Угловой размер снятого участка неба составил около 30′, что примерно равно угловому размеру полной Луны.
Первое бинокулярное изображение (т. н. второй свет) было получено в 2008 году, объектом исследования стала спиральная галактика NGC 2770.

## Учредители
- Университеты Аризоны-25%
- Германские НИИ-25%
- Институт Астрофизики Италии-25%
- Университет Огайо- 12,5%
- Научные организации США-12,5% [7]